# St. Louis blues (muzyka)
St. Louis blues – gatunek muzyki bluesowej. Blisko związany z jump bluesem, ragtimem i piano bluesem. Powstał podczas migracji muzyków bluesowych z regionu delty Missisipi.
Nazwa stylu pochodzi od utworu W.C. Handy'ego The St. Louis Blues. Częściej niż w innych gatunkach bluesa głównym instrumentem były instrumenty klawiszowe, przede wszystkim pianino i fortepian. Muzycy St. Louis Blesowi tworzyli niewielkie zespoły składające się z kilku wokalistów i pianistów, oraz z innych instrumentalistów zajmujących się częścią rytmiczną wykonywanej muzyki. 
Do najważniejszych znanych przedstawicieli St. Louis bluesa należą: 
- Jelly Roll Anderson
- Chuck Berry
- Henry Brown
- Olive Brown
- Teddy Darby
- Walter Davis
- Tommy Dean
- Leothus Lee Green
- Johnnie Johnson
- Stump Johnson
- Lonnie Johnson
- Albert King
- Daddy Hotcakes Montgomery
- Robert Nighthawk
- St. Louis Jimmy Oden
- Pinetop Sparks
- Henry Spaulding
- Roosevelt Sykes
- Henry Townsend
- Joe Lee Williams
- Bennie Smith